# سيسيل دي فرانس
سيسيل دي فرانس (بالفرنسية: Cécile de France) هي ممثلة بلجيكية، ولدت في 17 يوليو 1975 بنامور في بلجيكا. بدأت مشوارها المهني سنة 1991، ومن الجوائز التي نالتها جائزة رومي شنايدر ‏ سنة 2005.

## أعمال

### أفلام
- (2003) التوتر الشديد
- (2004) حول العالم في 80 يوما[8][9]
- (2011) طفل مع الدراجة[10]
- (2015) مصطلح الحياة

### مسلسلات
- البابا اليافع

## جوائز وترشيحات
جوائز
- جائزة رومي شنايدر [الإنجليزية]‏ (2005)

ترشيحات
- جائزة سيزار لأفضل ممثلة (2007)
- جائزة سيزار لأفضل ممثلة (2008)
- جائزة سيزار لأفضل ممثلة (2016)

## وصلات خارجية
- سيسيل دي فرانس على موقع IMDb (الإنجليزية)
- سيسيل دي فرانس على موقع ميتاكريتيك (الإنجليزية)
- سيسيل دي فرانس على موقع روتن توميتوز (الإنجليزية)
- سيسيل دي فرانس على موقع مونزينجر (الألمانية)
- سيسيل دي فرانس على موقع قاعدة بيانات الأفلام العربية
- سيسيل دي فرانس على موقع ألو سيني (الفرنسية)
- سيسيل دي فرانس على موقع ميوزك برينز (الإنجليزية)
- سيسيل دي فرانس على موقع تيرنر كلاسيك موفيز (الإنجليزية)
- سيسيل دي فرانس على موقع أول موفي (الإنجليزية)
- سيسيل دي فرانس على موقع بوكس أوفيس موجو (الإنجليزية)